# (1217) Maximiliana
(1217) Maximiliana est un astéroïde de la ceinture principale découvert le 13 mars 1932 par l'astronome belge Eugène Joseph Delporte. Il a été nommé en hommage à l'astronome allemand Max Wolf.

## Historique
Le lieu de découverte, par l'astronome belge Eugène Joseph Delporte, est Uccle.
Sa désignation provisoire, lors de sa découverte le 13 mars 1932, était 1932 EC.